# فرانيو بانتشك
فرانيو بانتشك مواليد 22 نوفمبر 1913 في تشاكوفيتش، الامبراطورية النمساوية المجرية - الوفاة 5 يناير 1985 في جوهانسبرغ، كان لاعب كرة مضرب كرواتي بدأ مسيرته كمحترف سنة 1931، اعتزل اللعب في 1950. أعلى تصنيف له في الفردي كان المركز الـ 3 في سنة 1939.

## معرض صور

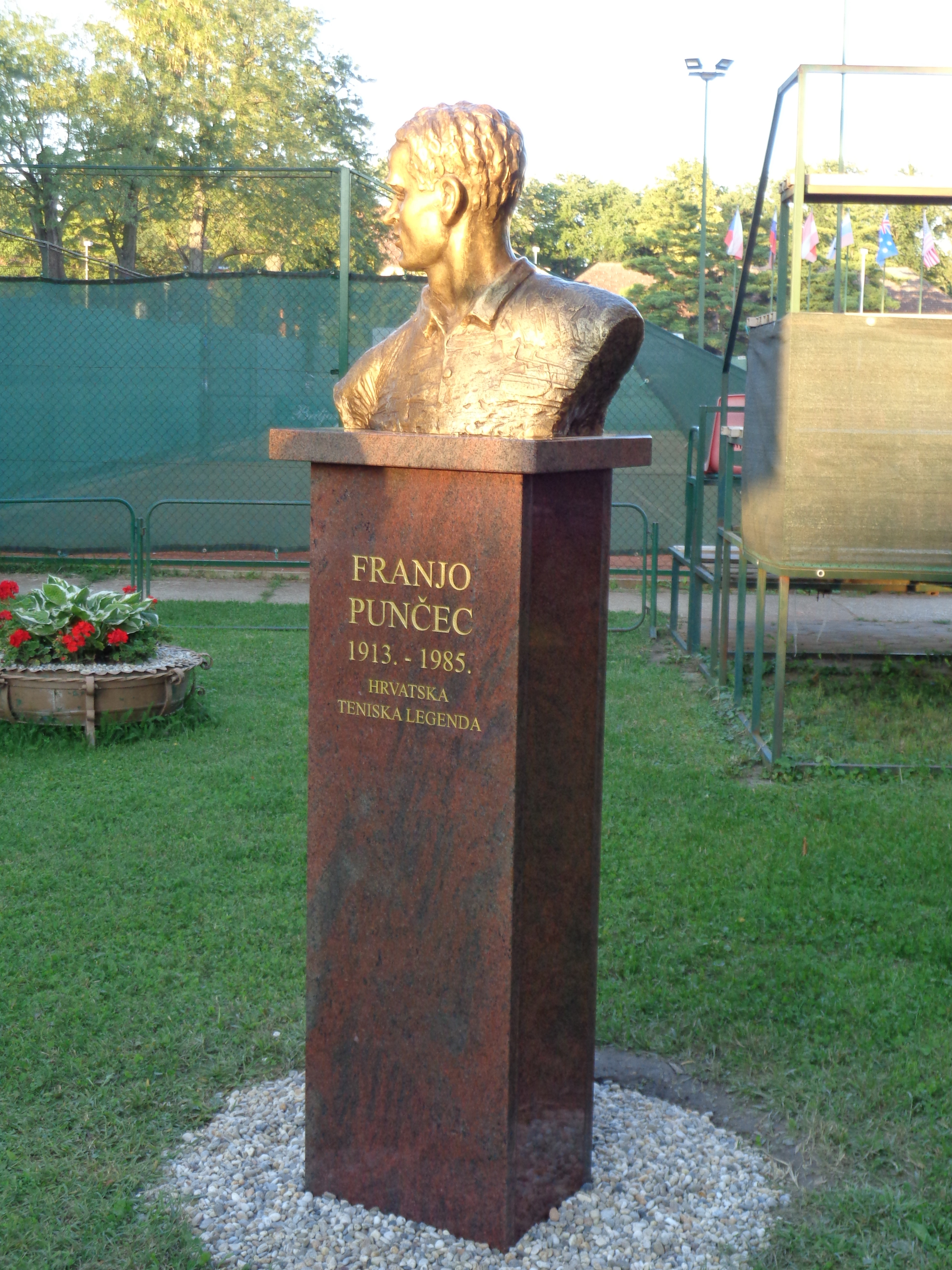
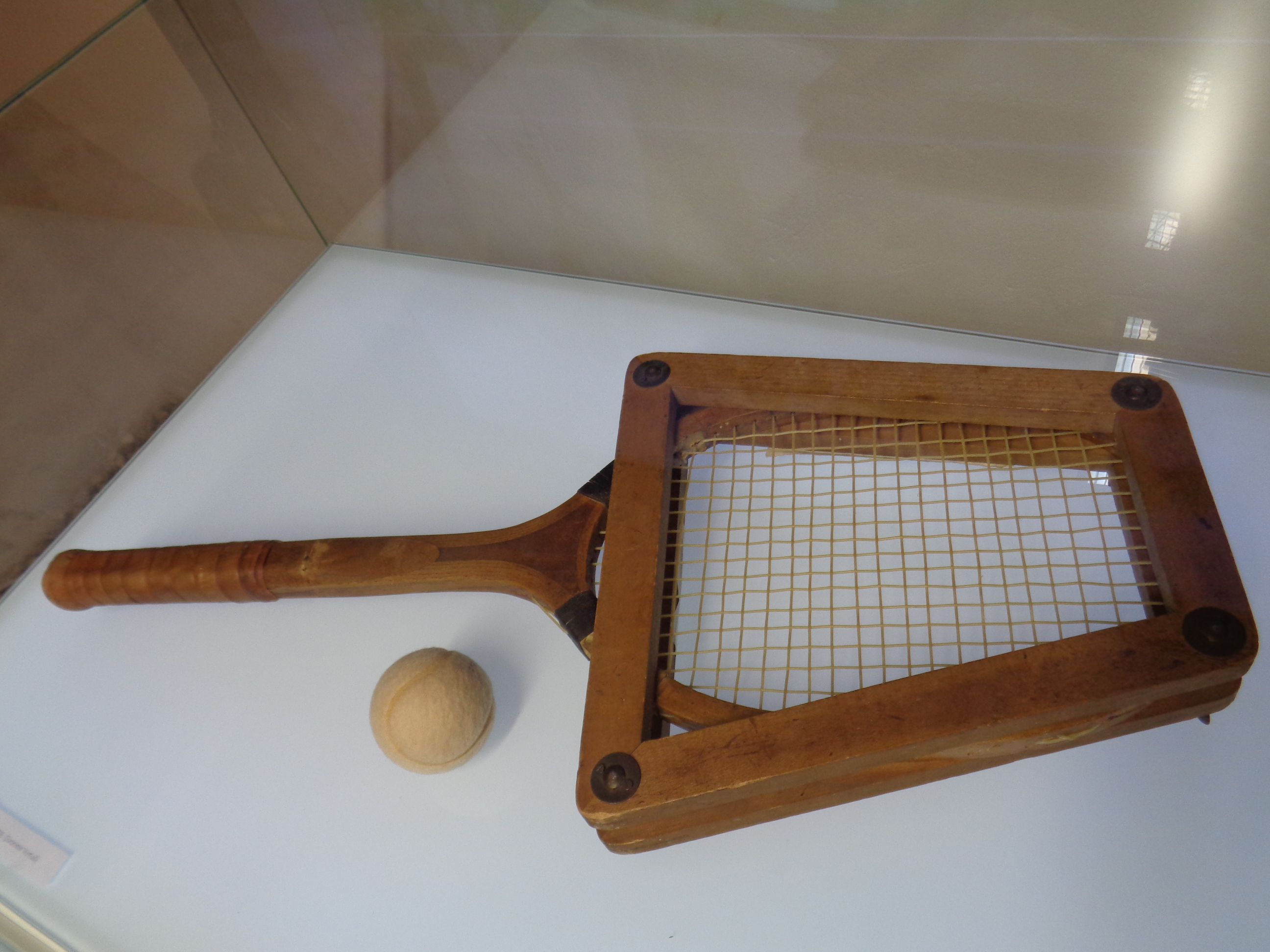
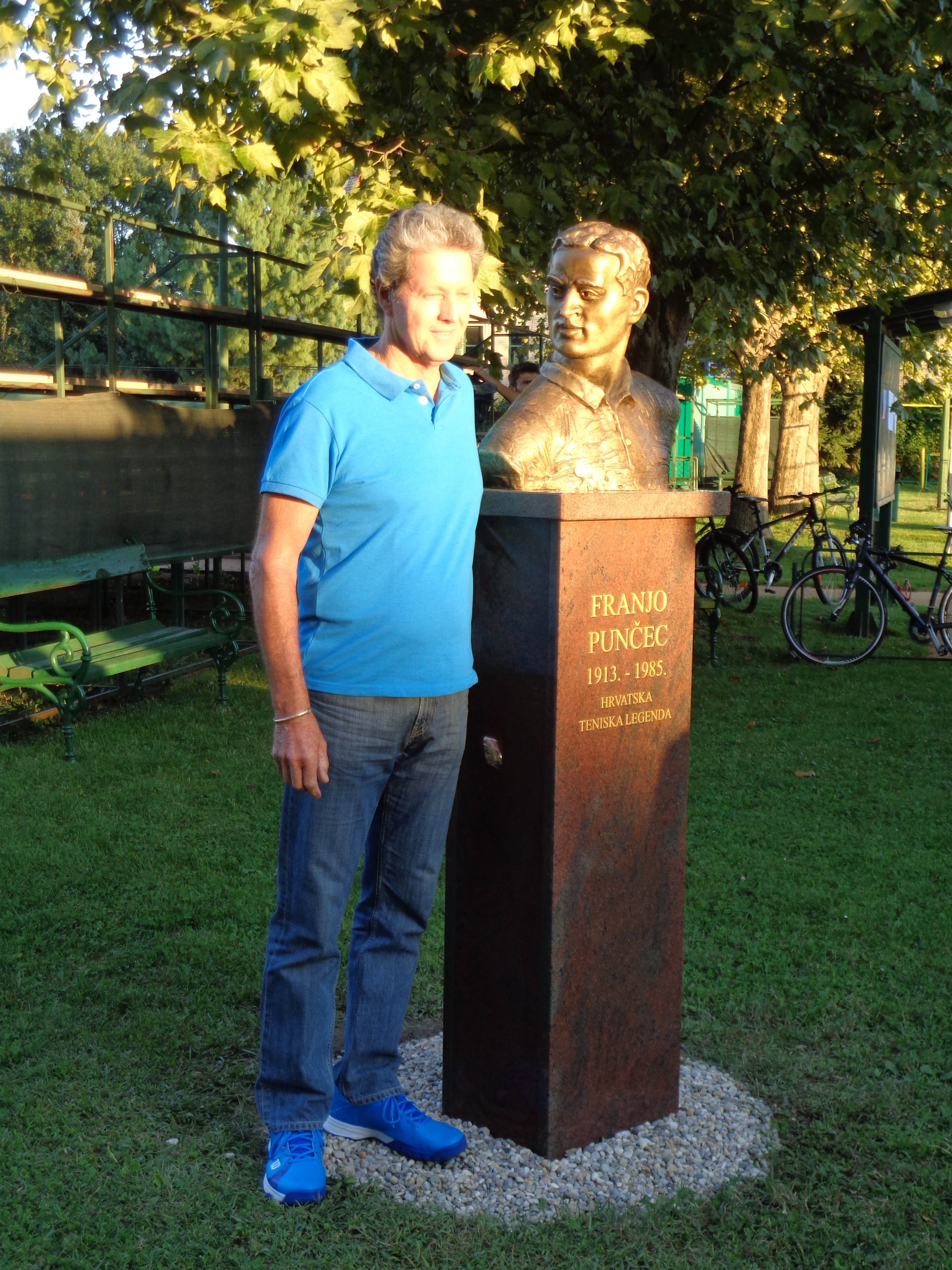
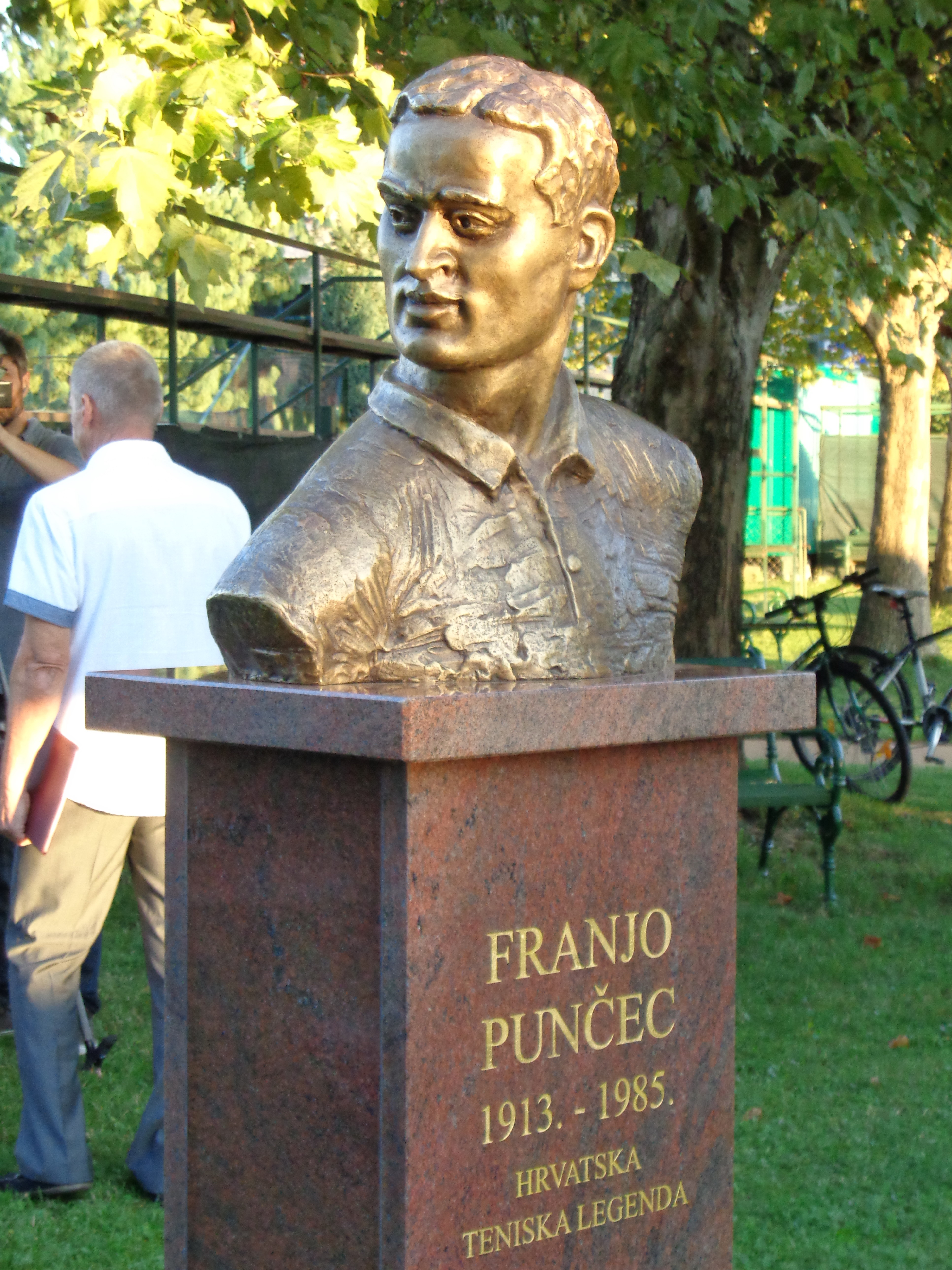
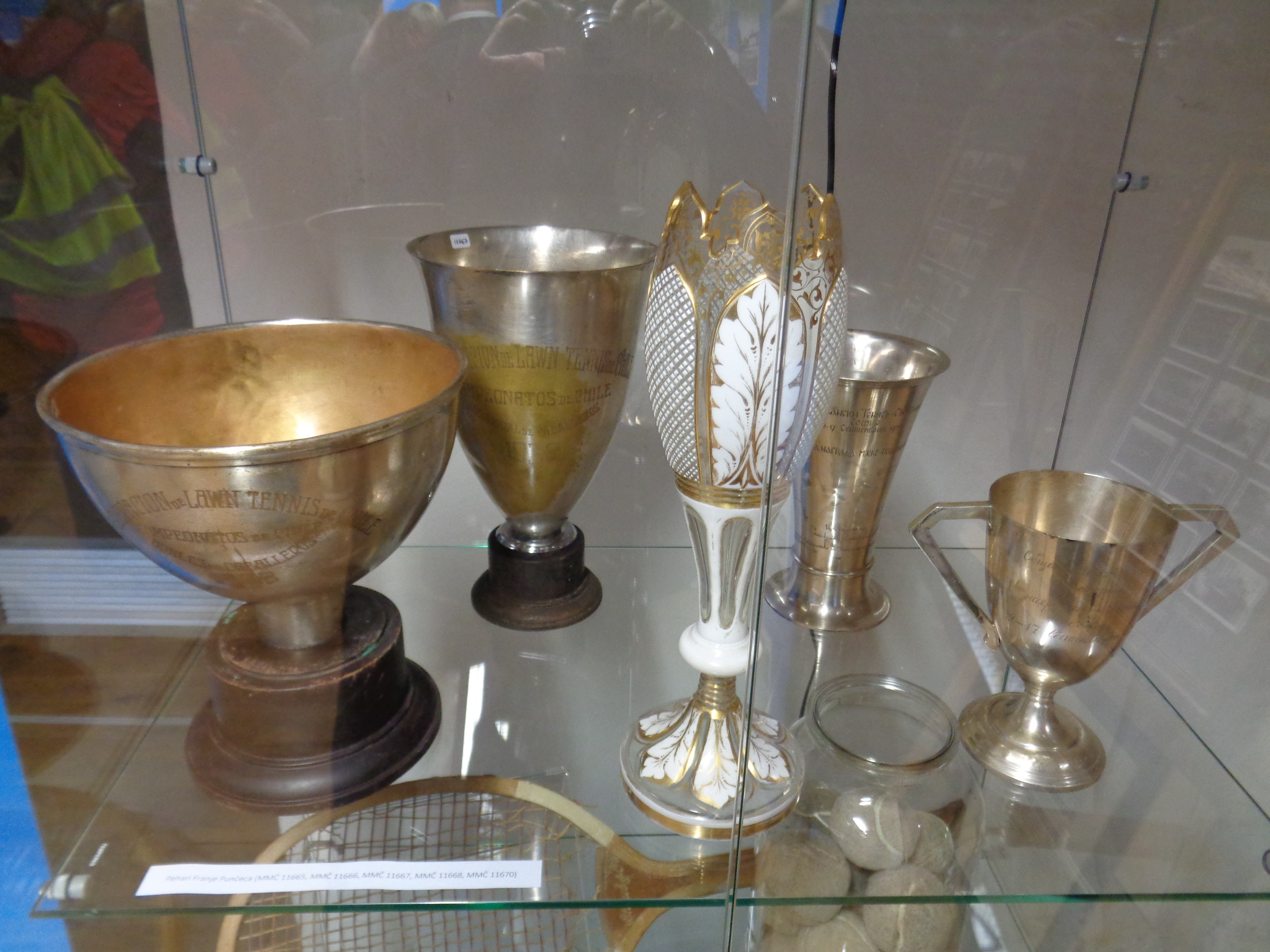

## روابط خارجية
- فرانيو بانتشك على موقع رابطة محترفي التنس (الإنجليزية)
- فرانيو بانتشك على موقع الاتحاد الدولي لكرة المضرب (الإنجليزية)
- فرانيو بانتشك على موقع كأس ديفيز (الإنجليزية)
- فرانيو بانتشك على موقع بطولة ويمبلدون (الإنجليزية)